# سیارک ۱۶۹۰۶
سیارک ۱۶۹۰۶ (به انگلیسی: 16906 Giovannisilva، نامگذاری:1998DY23) شانزده هزار و نهصد و ششمین سیارک کشف شده‌است که در ۱۸ فوریه ۱۹۹۸ کشف شد.
قدر مطلق سیارک برابر ۱۴.۱ است.